# Эускальцайндия
Эускальцайнди́я (баск. Euskaltzaindia; исп. Real Academia de la Lengua Vasca, букв. «Королевская академия баскского языка»; фр. Académie de la langue basque, букв. «Академия баскского языка») — баскское культурное учреждение, основанное в 1918 году. Цели Эускальцайндии — изучение и кодификация грамматики баскского языка, его популяризация и защита права на его использование.

## История
Решение о создании Эускальцайндии было принято 25 января 1918 года на заседании Бискайского провинциального совета по предложению депутатов Косме Эльгесабаля и Феликса Ландабуру.
О начале работы Эускальцайндии было объявлено на первом собрании «Общества баскских исследований» в городе Оньяте в 1919 году, проводившемся при поддержке провинций Алава, Бискайя, Наварра и Гипускоа. 5 сентября 1919 года было решено, что действительных членов Эускальцайндии должно быть двенадцать, и назначены первые четыре из них: Ресуррексьон Мария де Аскуэ, Луис Элейсальде, Хулио де Уркихо и Артуро Кампион. 21 сентября были избраны остальные восемь членов Эускальцайндии: Доминго Агирре, Жан-Блез Адема, Хосе Агерре, Пьер Бруссен, Хуан Баутиста Эгускица, Рамон Инцагарай, Пьер Ланд и Раймундо Олабиде. Однако Адема и Агерре отказались от членства, а Агирре и Бруссен умерли в 1920 году, и их места заняли Себер Альтубе, Жорж Лакомб, Мартин Ландеррече и Мигель Оласагарре (последний также известен под своим монашеским именем Дамасо Инца). Первыми почётными членами Эускальцайндии стали наиболее значительные иностранные лингвисты-баскологи того времени: Гуго Шухардт, Жюльен Винсон и Кристиан Корнелиус Уленбек.
Академия баскского языка сначала была разделена на две секции:
- исследовательская секция, которая занималась лингвистическими проблемами баскского языка,
- рабочая секция, которая будет способствовать использованию баскского языка во всех сферах жизни.

В первые годы на собраниях говорили по-испански. Точно так же была рассмотрена необходимость принимать и регулировать неологизмы. Для публикации решений, принятых Эускальцайндией, был создан журнал Euskera.
С момента основания Эускальцайндии и до настоящего времени её эмблема — дерево Герники, девиз — Ekin eta jarrai.
В 1920 году была сформулирована основная задача Эускальцайндии — создание литературного стандарта баскского языка, который имел бы черты всех диалектов и мог бы стать языком единой баскской литературы. Активная работа по стандартизации языка началась только в 1968 году.
В 1949 году количество действительных членов академии было увеличено до 18, а в 1964 — до 24.
26 февраля 1954 года в число членов-корреспондентов Эускальцайндии была избрана первая женщина — Бакеа Сиганда. Первой женщиной — действительным членом Эускальцайндии — стала Мирен Аскарате, избранная 24 апреля 1992 года.
В 1979 году внутри академии были созданы комиссии по лексикологии, грамматике, диалектологии, ономастике и литературе.
В Испании Эускальцайндия с 1976 года имеет статус королевской академии, во Франции в 1995 году признана «культурной ассоциацией общественного блага».
19 июня 2006 года был представлен изменённый устав Эускальцайндии. Максимальное число действительных членов академии было увеличено до 32. Одновременно с этим было установлено правило, согласно которому все действительные члены академии старше 75 лет получают статус заслуженных академиков, а их места могут быть переданы новым членам.
С 2009 по 2018 год при поддержке Эускальцайндии выпускался литературный журнал Erlea.
23 сентября 2013 года Эускальцайндии была присуждена премия Европейского парламента European Citizen’s Prize, которой ежегодно награждаются люди и организации, провозглашающие ценности, описанные в Хартии основных прав Европейского Союза, и способствующие сотрудничеству между государствами и гражданами. 3 декабря того же года, в Международный день баскского языка, пятнадцать членов комиссии Эускальцайндии по грамматике во главе с Пейо Салабуру подали в отставку из-за решения руководства начать работу над кратким (трёхтомным) прескриптивным описанием баскской грамматики, не дожидаясь окончания работы над полной грамматикой. В феврале 2014 года между двумя сторонами был достигнут консенсус.

## Председатели
| № | Фото | Имя                         | Годы на посту председателя |
| - | ---- | --------------------------- | -------------------------- |
| 1 |      | Ресуррексьон Мария де Аскуэ | 1919—1951                  |
| 2 |      | Игнасио Мария Эчайде        | 1952—1962                  |
| 3 |      | Хосе Мария Лохендио         | 1964—1966                  |
| 4 |      | Мануэль де Лекуона          | 1967—1970                  |
| 5 |      | Луис Вильясанте             | 1970—1988                  |
| 6 |      | Жан Аричелар                | 1989—2004                  |
| 7 |      | Андрес Уррутия              | 2005—настоящее время       |

## Членство в Эускальцайндии
Существует три ступени членства в Эускальцайндии:
- действительные члены (академики);
- члены-корреспонденты;
- почётные члены (почётные академики).

Среди действительных членов академии, общее число которых согласно уставу 2006 года не может превышать 32, должны быть представители всех диалектов баскского языка. По достижении 75 лет действительный академик получает статус заслуженного, а его место может быть передано новому члену академии (статус заслуженного академика может также предоставляться начиная с 70 лет по личному желанию).